# Futebol nos Jogos Olímpicos de Verão de 2020
Os torneios de futebol nos Jogos Olímpicos de Verão de 2020 foram disputados entre 21 de julho e 7 de agosto de 2021 em seis estádios pelo Japão. Além da cidade sede e capital Tóquio, foram realizadas partidas em Yokohama, Saitama, Kashima, Rifu e Sapporo.
As associações filiadas à Federação Internacional de Futebol (FIFA) poderiam classificar equipes para participar dos torneios masculino e feminino. Não havia restrições de idade no torneio feminino, enquanto as equipes masculinas eram restritas a jogadores com até 24 anos (nascidos a partir de 1 de janeiro de 1997), com um máximo de três jogadores acima dessa idade sendo permitidos. O torneio masculino é normalmente restrito a jogadores com menos de 23 anos, mas com o adiamento das Olimpíadas em um ano por conta da pandemia de COVID-19, a FIFA decidiu manter a restrição de jogadores nascidos a partir de 1 de janeiro de 1997. Em junho de 2020, a FIFA aprovou o uso do sistema de árbitro assistente de vídeo (VAR) nas Olimpíadas. Cada equipe era restrita a 18 futebolistas, porém devido à pandemia, foi permitida a inscrição de 22 jogadores.

## Sedes
Um total de seis estádios pelo Japão foram utilizados. Originalmente o Estádio Olímpico de Tóquio sediaria a decisão do torneio feminino, mas acabou transferida para Yokohoma, que já sediaria a decisão masculina.
| Chofu, Tóquio      | Saitama, Saitama     | Yokohama, Kanagawa                |
| ------------------ | -------------------- | --------------------------------- |
| Estádio de Tóquio  | Estádio Saitama 2002 | Estádio Internacional de Yokohama |
| Capacidade: 60 102 | Capacidade: 48 000   | Capacidade: 70 000                |
|                    |                      |                                   |
| Kashima, Ibaraki   | Rifu, Miyagi         | Sapporo, Hokkaido                 |
| Estádio Kashima    | Estádio de Miyagi    | Sapporo Dome                      |
| Capacidade: 42 000 | Capacidade: 48 000   | Capacidade: 42 000                |
|                    |                      |                                   |

## Calendário
| G | Fase de grupos | QF | Quartas de final | SF | Semifinais | B | Disputa pelo bronze | F | Final |

| DataEvento | Qua 21 jul | Qui 22 jul | Sex 23 jul | Sáb 24 jul | Dom 25 jul | Seg 26 jul | Ter 27 jul | Qua 28 jul | Qui 29 jul | Sex 30 jul | Sáb 31 jul | Dom 1 ago | Seg 2 ago | Ter 3 ago | Qua 4 ago | Qui 5 ago | Sex 6 ago | Sáb 7 ago |
| ---------- | ---------- | ---------- | ---------- | ---------- | ---------- | ---------- | ---------- | ---------- | ---------- | ---------- | ---------- | --------- | --------- | --------- | --------- | --------- | --------- | --------- |
| Masculino  |            | G          |            |            | G          |            |            | G          |            |            | QF         |           |           | SF        |           |           | B         | F         |
| Feminino   | G          |            |            | G          |            |            | G          |            |            | QF         |            |           | SF        |           |           | B         | F         |           |

## Qualificação
Cada Comitê Olímpico Nacional poderia inscrever apenas uma equipe masculina e uma equipe feminina de 22 jogadores. Além da nação anfitriã, o Japão, 15 seleções masculinas e 11 seleções femininas se classificaram representando as seis confederações continentais.
Masculino
| Método                                    | Data                                   | Local               | Vagas | Classificado                           |
| ----------------------------------------- | -------------------------------------- | ------------------- | ----- | -------------------------------------- |
| País sede                                 | —                                      | —                   | 1     | Japão                                  |
| Campeonato Europeu Sub-21 de 2019         | 16–30 de junho de 2019                 | Itália · San Marino | 4     | França Alemanha Romênia Espanha        |
| Pré-Olímpico da OFC Sub-23 de 2019        | 21 de setembro – 5 de outubro de 2019  | Fiji                | 1     | Nova Zelândia                          |
| Campeonato Africano Sub-23 de 2019        | 8–22 de novembro de 2019               | Egito               | 3     | Egito Costa do Marfim Camarões         |
| Campeonato Asiático Sub-23 de 2020        | 8–26 de janeiro de 2020                | Tailândia           | 3     | Austrália Arábia Saudita Coreia do Sul |
| Pré-Olímpico Sul-Americano Sub-23 de 2020 | 18 de janeiro – 9 de fevereiro de 2020 | Colômbia            | 2     | Argentina Brasil                       |
| Pré-Olímpico da CONCACAF Sub-23 de 2020   | 18–30 de março de 2021                 | México              | 2     | Honduras México                        |

Feminino
| Método                                                 | Data                                        | Local          | Vagas | Classificado                      |
| ------------------------------------------------------ | ------------------------------------------- | -------------- | ----- | --------------------------------- |
| País sede                                              | —                                           | —              | 1     | Japão                             |
| Copa América de 2018                                   | 4–22 de abril de 2018                       | Chile          | 1     | Brasil                            |
| Copa das Nações da OFC de 2018                         | 18 de novembro – 1 de dezembro de 2018      | Nova Caledônia | 1     | Nova Zelândia                     |
| Copa do Mundo FIFA de 2019 (como qualificação da UEFA) | 7 de junho – 7 de julho de 2019             | França         | 3     | Grã-Bretanha Países Baixos Suécia |
| Pré-Olímpico da CONCACAF de 2020                       | 28 de janeiro – 9 de fevereiro de 2020      | Estados Unidos | 2     | Canadá Estados Unidos             |
| Pré-Olímpico da CAF de 2020                            | 5–10 de março de 2020                       | Vários         | 1     | Zâmbia                            |
| Pré-Olímpico da AFC de 2020                            | 6–11 de março de 2020 8–13 de abril de 2021 | Vários         | 1     | Austrália China                   |
| Repescagem CAF–CONMEBOL                                | 10–13 de abril de 2021                      | Turquia        | 1     | Chile                             |

## Nações participantes
Ao todo, 24 CONs tiveram ao menos uma de suas seleções qualificados em um dos torneios. Entre parênteses encontra-se representada a quantidade de atletas.
- RSA África do Sul (19)
- GER Alemanha (19)
- KSA Arábia Saudita (22)
- ARG Argentina (22)
- AUS Austrália (44)
- BRA Brasil (44)
- CAN Canadá (22)
- CHI Chile (22)
- CHN China (22)
- CIV Costa do Marfim (21)
- KOR Coreia do Sul (22)
- EGY Egito (22)
- ESP Espanha (22)
- USA Estados Unidos (22)
- FRA França (21)
- GBR Grã-Bretanha (22)
- HON Honduras (22)
- JPN Japão (44)
- MEX México (22)
- NZL Nova Zelândia (44)
- NED Países Baixos (22)
- ROU Romênia (22)
- SWE Suécia (22)
- ZAM Zâmbia (22)

## Medalhistas
| Evento             | Ouro | Prata | Bronze |
| ------------------ | --- | --- | --- |
| Masculino detalhes | Santos Gabriel Menino Diego Carlos Ricardo Graça Douglas Luiz Guilherme Arana Paulinho Bruno Guimarães Matheus Cunha Richarlison Antony Brenno Daniel Alves Bruno Fuchs Nino Abner Malcom Matheus Henrique Reinier Claudinho Gabriel Martinelli Lucão BRA Brasil                                                                             | Unai Simón Óscar Mingueza Marc Cucurella Pau Torres Jesús Vallejo Martín Zubimendi Marco Asensio Mikel Merino Rafa Mir Dani Ceballos Mikel Oyarzabal Eric García Álvaro Fernández Carlos Soler Jon Moncayola Pedri Javi Puado Óscar Gil Dani Olmo Juan Miranda Bryan Gil Iván Villar ESP Espanha                                                             | Luis Malagón Jorge Sánchez César Montes Jesús Angulo Johan Vásquez Vladimir Loroña Luis Romo Carlos Rodríguez Henry Martín Diego Lainez Alexis Vega Adrián Mora Guillermo Ochoa Érick Aguirre Uriel Antuna José Joaquín Esquivel Sebastián Córdova Eduardo Aguirre Ricardo Angulo Fernando Beltrán Roberto Alvarado Sebastián Jurado MEX México |
| Feminino detalhes  | Stephanie Labbé Allysha Chapman Kadeisha Buchanan Shelina Zadorsky Quinn Deanne Rose Julia Grosso Jayde Riviere Adriana Leon Ashley Lawrence Desiree Scott Christine Sinclair Évelyne Viens Vanessa Gilles Nichelle Prince Janine Beckie Jessie Fleming Kailen Sheridan Jordyn Huitema Sophie Schmidt Gabrielle Carle Erin McLeod CAN Canadá | Hedvig Lindahl Jonna Andersson Emma Kullberg Hanna Glas Hanna Bennison Magdalena Eriksson Madelen Janogy Lina Hurtig Kosovare Asllani Sofia Jakobsson Stina Blackstenius Jennifer Falk Amanda Ilestedt Nathalie Björn Olivia Schough Filippa Angeldahl Caroline Seger Fridolina Rolfö Anna Anvegård Julia Roddar Rebecka Blomqvist Zećira Mušović SWE Suécia | Alyssa Naeher Crystal Dunn Sam Mewis Becky Sauerbrunn Kelley O'Hara Kristie Mewis Tobin Heath Julie Ertz Lindsey Horan Carli Lloyd Christen Press Tierna Davidson Alex Morgan Emily Sonnett Megan Rapinoe Rose Lavelle Abby Dahlkemper Adrianna Franch Catarina Macario Casey Krueger Lynn Williams Jane Campbell USA Estados Unidos            |

## Quadro de medalhas

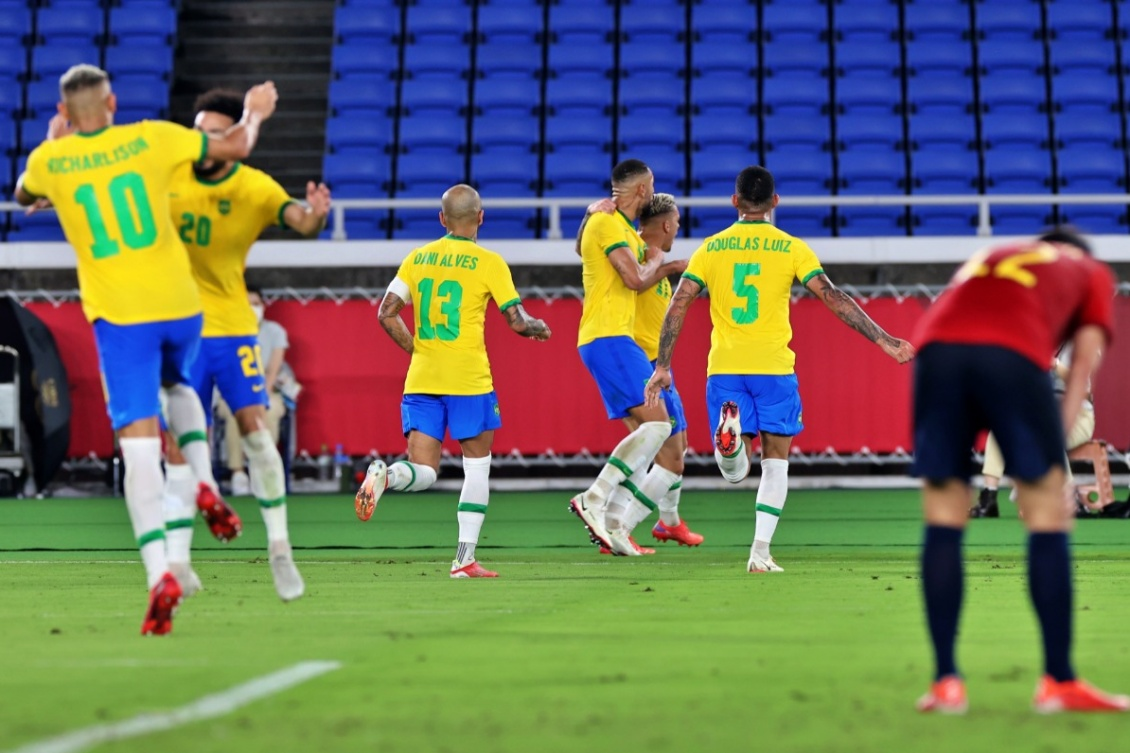
Brasil conquistou o segundo título olímpico no torneio masculino

| Ordem | País               | Medalha de ouro | Medalha de prata | Medalha de bronze |   | Ordem por total |
| ----- | ------------------ | --------------- | ---------------- | ----------------- | - | --------------- |
| 1     | BRA Brasil         | 1               |                  |                   | 1 | 1               |
|       | CAN Canadá         | 1               |                  |                   | 1 | 1               |
| 3     | ESP Espanha        |                 | 1                |                   | 1 | 1               |
|       | SWE Suécia         |                 | 1                |                   | 1 | 1               |
| 5     | USA Estados Unidos |                 |                  | 1                 | 1 | 1               |
|       | MEX México         |                 |                  | 1                 | 1 | 1               |
| TOTAL | TOTAL              | 2               | 2                | 2                 | 6 | —               |